# Monthureux-le-Sec
Monthureux-le-Sec é uma comuna francesa na região administrativa de Grande Leste, no departamento de Vosges. Estende-se por uma área de 11,36 km². Em 2010 a comuna tinha 167 habitantes (densidade: 14,7 hab./km²).